# Boom Beach
Boom Beach là trò chơi điện thoại chiến lược cho iOS và Android, phát triển bởi Supercell. Trò chơi này được phát hành hạn chế tại Canada ngày 11/11/2013 và phát hành toàn cầu ngày 26/3/2014.
Trò chơi chính thức dừng phát hành trong toàn bộ lãnh thổ Việt Nam kể từ ngày 04/07/2019.

## Nội dung trò chơi
Boom Beach là một trò chơi chiến thuật kết hợp các căn cứ của người chơi khác và các căn cứ máy tính tạo ra. Bối cảnh trò chơi được đặt ở một quần đảo nhiệt đới, giống như trò chơi khác của Supercell, Clash of Clans.
Bạn có thể tấn công các người chơi khác trên bản đồ quần đảo. Bản đồ này sẽ rộng hơn khi bạn chơi lâu hơn và nâng cấp Radar tới cấp đủ cao để mở một vùng bị mây che khuất. Người chơi sẽ phải chống lại một nhóm kẻ thù được gọi là Hắc Vệ, một lực lượng quân đội đang xâm chiếm quần đảo và bắt người dân địa phương làm nô lệ để lấy những viên Đá Năng lượng quý giá được tìm quanh quần đảo (sau này được dùng để xây các pho tượng cho bạn các phần thưởng). Các căn cứ Hắc Vệ được xây dựng bởi máy tính cũng xuất hiện, và người chơi có thể phá hủy chúng để lấy tài nguyên. Trên bản đồ cũng có các căn cứ tài nguyên, giúp tăng sản lượng tài nguyên khi bạn chiếm được nó, và các điểm lặn để tàu ngầm có thể lặn xuống và mang kho báu về.
Hắc Vệ thường được đại diện bởi Trung úy Hammerman, một chỉ huy điều hành nhiều căn cứ khác nhau (một trong số những mục tiêu của người chơi) và đôi khi có thể tấn công căn cứ của người chơi khi họ đạt đến một cấp độ nhất định. Các kẻ thù khác là Tiến sĩ T và Đại tá Gearheart, thành viên của Hắc Vệ có những căn cứ được coi như các sự kiện. Các người chơi khác cũng xuất hiện trên bản đồ dưới danh nghĩa là lính đánh thuê của Hắc Vệ, cho phép các người chơi này tấn công nhau. Phá hủy một căn cứ của lính đánh thuê Hắc Vệ sẽ cho nhiều phần thưởng tài nguyên hơn.
Trong trận chiến, người chơi chỉ huy một chiến thuyền bắt đầu với một lượng "năng lượng" nhất định (có thể được gia tăng bằng cách nâng cấp chiến thuyền), và một số Tàu đổ bộ chở quân lính. Quân lính chỉ có thể đổ bộ ở bờ biển, rồi sau đó tấn công mục tiêu gần nhất. Bằng cách dùng Năng lượng của Chiến thuyền, (có thể được lấy lại bằng cách tiêu diệt công trình của đối phương), người chơi có thể sử dụng một số vũ khí để giúp quân đội của mình, ví dụ như Pháo sáng để chỉ hướng đi hay ném pháo để làm suy yếu công trình phòng thủ - tuy nhiên quân đội của người chơi cũng có thể bị trúng pháo. Mục tiêu của cuộc tấn công là tiêu diệt Sở chỉ huy của căn cứ bên phòng thủ - điều này cũng sẽ tiêu diệt toàn bộ căn cứ và trở thành chiến thắng cho bên tấn công, và bên tấn công lấy được tất cả tài nguyên không được bảo vệ. Ngược lại, nếu như không thể tiêu diệt được Sở chỉ huy của bên phòng thủ, dù có tiêu diệt được nhiều công trình, thì bên tấn công sẽ thua và không được gì cả.
Có 4 nguồn tài nguyên chính (Vàng, Gỗ, Đá, Sắt) được mở khóa trong quá trình chơi, và Kim cương là tài nguyên hiếm và quý giá nhất. Vàng dùng để huấn luyện binh lính, nâng cấp binh lính và các vũ khí của Chiến thuyền, trong khi ba tài nguyên còn lại dùng để xây dựng và nâng cấp các công trình kinh tế, phòng thủ và hỗ trợ. Bằng cách nâng cấp sở chỉ huy, người chơi có thể mở khóa các cấp độ mới cho các công trình, và các loại binh linh mới.

## Đánh giá
IGN cho điểm 7/10 với chú thích đây là một phiên bản hiện đại của Clash of Clans.
Metacritic cho điểm đánh giá 69/100.
Người dùng trên Apple App Store đánh giá là 4.5/5.